# Phormictopus
Phormictopus es un género de arañas migalomorfas de la familia Theraphosidae. Son originarias de Sudamérica, Centroamérica y las Antillas.  

## Especies
Según The World Spider Catalog 11.0:
- Phormictopus atrichomatus Schmidt, 1991
- Phormictopus auratus Ortiz & Bertani, 2005
- Phormictopus australis Mello-Leitão, 1941
- Phormictopus bistriatus Rudloff, 2008
- Phormictopus brasiliensis Strand, 1907
- Phormictopus cancerides (Latreille, 1806)
- Phormictopus cautus (Ausserer, 1875)
- Phormictopus cochleasvorax Rudloff, 2008
- Phormictopus cubensis Chamberlin, 1917
- Phormictopus fritzschei Rudloff, 2008
- Phormictopus jonai Rudloff, 2008
- Phormictopus melodermus Chamberlin, 1917
- Phormictopus platus Chamberlin, 1917
- Phormictopus ribeiroi Mello-Leitão, 1923
- Phormictopus schepanskii Rudloff, 2008